# Banksia sessilis
Banksia sessilis, thường được gọi là bụi vẹt (tiếng Anh: parrot bush), là một loài cây bụi hay thân gỗ thuộc chi thực vật Banksia của họ Quắn hoa. Loài này từng được biết là Dryandra sessilis trước năm 2007, khi mà chi Dryandra được hợp nhất vào chi Banksia. Người Noongar gọi loài cây này là Budjan hay Butyak. Xuất hiện rộng rãi ở phía nam vùng Tây Úc, ở những vùng đất cát trên đá ong hay đá vôi, thường là tầng cây bụi trong các cánh rừng thưa. Thường được thấy dưới dạng bụi cây hay cây cao đến 6 m (20 ft), nó có lá màu xanh đậm với gai nhỏ và những đầu hoa màu vàng kem hình mái vòm. Nở hoa từ mùa đông đến cuối xuân, cả mật hoa và những loài côn trùng ăn mật hoa là nguồn thức ăn quan trọng cho chim ăn mật trong những tháng lạnh hơn, đồng thời giúp gia tăng đa dạng loài cho môi trường xung quanh. Một số loài chim ăn mật, ong bản địa và ong mật châu Âu tìm và tiêu thụ mật hoa, trong khi vẹt mào đen Baudin và cổ nhẫn Úc ăn hạt của cây. Vòng đời của Banksia sessilis có khả năng thích ứng với cháy rừng thường xuyên. Mỗi bụi cây sau khi chết do lửa thường sinh lại hạt, tạo ra nhiều đầu hoa và một lượng lớn hạt. Nó có thể tái sinh sống tại những khu vực bị cháy, và có thể mọc thành bụi rậm.
Banksia sessilis có lịch sử phân loại tương đối phức tạp. Nó được thu thập từ King George Sound năm 1801 và được mô tả bởi Robert Brown năm 1810 là Dryandra floribunda, cái tên thông dụng trong nhiều năm. Tuy nhiên, Joseph Knight đưa ra cái tên Josephia sessilis năm 1809, và được ưu tiên do xuất hiện trước, và tên gọi cụ thể được hợp thức hóa năm 1924. Bốn thứ đã được nhận dạng. Nó là một loài có gai với ít tiềm năng trồng trọt, và không có thứ nào thường thấy trong gieo trồng. Tuy nhiên là một loài sinh nhiều mật hoa, B. sessilis có giá trị đối với ngành nuôi ong.

## Mô tả
- Thân và vỏ của một cây lớn bất thường
- Một cành cây sau khi rụng hết lá và quả
- Sự đa dạng của lá ở thứ cygnorum

- Quả đại hở với ngăn cách hạt follicles with seed separators
- Ngăn cách hạt
- Hạt

Banksia sessilis mọc thành bụi đứng hay cây nhỏ với chiều cao lên đến 6 m (20 ft) mà không có lignotuber. Ở hầu hết các thứ, thân non được phủ trong lông mềm mịn và mất dần theo thời gian; tuy nhiên thân non của B. sessilis var. flabellifolia thường không có lông. Lá có màu xanh lục-lam hoặc lục sẫm. Hình dạng của chúng tùy thuộc vào thứ: ở thứ cygnorum và thứ flabellifolia chúng hình cái nêm, với răng cưa gần đỉnh lá; lá của thứ cordata cũng hình nêm, nhưng răng cưa chạy dọc viền lá; và ở thứ sessilis chúng rộng hơn ở gốc, đôi khi gần như dẹt. Kích cỡ lá nằm trong khoảng từ 2 đến 6 cm (0,79 đến 2,36 in) chiều dài, và 0,8–4 cm (0,31–1,57 in) chiều rộng. Chúng có thể không có cuống hoặc mọc trên cuống dài đến 0,5 cm (0,20 in).
Những cụm hoa có màu vàng hoặc kem, và mọc thành đầu hình mái vòm rộng 4 đến 5 cm (1+1⁄2 đến 2 in), nằm ở cuối thân. Mỗi đầu hoa chứa từ 55 đến 125 hoa riêng biệt, bao xung quanh gốc là một vòng lá bắc tổng bao. Cũng như hầu hết các loài họ Quắn hoa khác, các hoa riêng lẻ chứa một bao hoa hình ống gồm bốn cánh đài hợp lại, và một lá noãn dài. Đầu lá noãn ban đầu được nhốt trong phần trên của bao hoa, nhưng thoát ra khi nở hoa. Ở B. sessilis bao hoa hình thẳng, dài từ 20 đến 32 mm (0,79 đến 1,26 in) và có màu vàng nhạt. Lá noãn ngắn hơn, cũng thẳng và có màu kem. Do đó ở B. sessilis, khác với nhiều loài Banksia khác, sự thả lá noãn lúc nở hoa không dẫn đến sự đổi màu hoa rực rỡ. Một nghiên cứu thực địa phát hiện rằng việc nở hoa diễn ra trong bốn ngày, với những hoa ở ngoài nở trước, sau đó đi dần vào trong.
Thời gian nở hoa chủ yếu từ tháng 7 đến tháng 11, mặc dù thứ sessilis có thể nở từ tháng 5. Sau khi nở hoa, các phần của hoa héo và rụng đi, và tối đa bốn quả đại mọc ở đế hoa. Quả non được phủ trong lông mịn, và mất dần đi theo thời gian. Những quả trưởng thành có hình bầu dục và dài từ 1 đến 1,5 cm (0,39 đến 0,59 in). Hầu hết quả mở ngay khi chín, cho thấy phần ruột bên trong: ngăn cách hạt và tối đa hai hạt hình cánh.